# NGC 1716
NGC 1716 este o galaxie spirală situată în constelația Iepurele. A fost descoperită în 11 decembrie 1835 de către John Herschel. Se află la o distanță de 92,95 de megaparseci de Pământ.